# Combustible de turbina de aviación

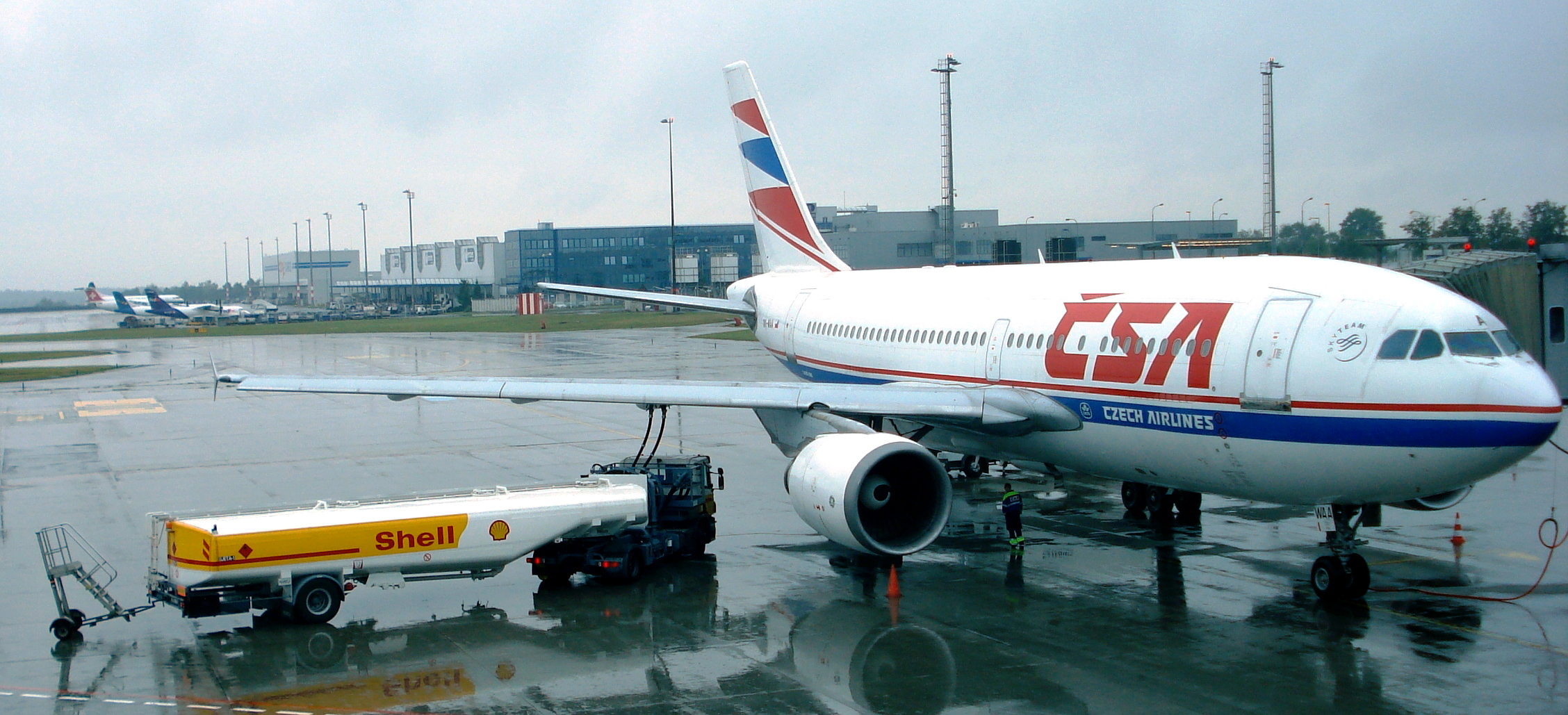
Aeronave siendo alimentada por un camión petrolero.

El combustible de turbina de aviación (en siglas en inglés ATF), combustible de aviación, combustible de jet, jet fuel o avtur es un tipo de combustible de aviación diseñado para su uso en aeronaves alimentadas por motores de turbina de gas, a diferencia del avgas, empleado en aviones de motores de pistón. Es de incoloro a color paja en aspecto. Los combustibles más comúnmente utilizados para la aviación comercial son Jet A y Jet A-1, que se producen a una especificación internacional estandarizada. El único otro combustible para aviones comúnmente utilizado en la aviación civil con motor de turbina es el Jet B, que se utiliza para mejorar su rendimiento en frío.
El combustible de turbina de aviación es una mezcla de un gran número de hidrocarburos diferentes. La gama de sus tamaños (pesos moleculares o números de carbono) se define por los requisitos para el producto, como el punto de congelación o de humo. El combustible para reactores de tipo queroseno (incluyendo Jet A y Jet A-1) tiene una distribución de números de carbono entre aproximadamente 8 y 16 (átomos de carbono por molécula); Combustible de reacción de tipo ancho o de tipo nafta (incluido Jet B), entre aproximadamente 5 y 15.

## Tipos

### De uso principalmente civil

#### Jet A

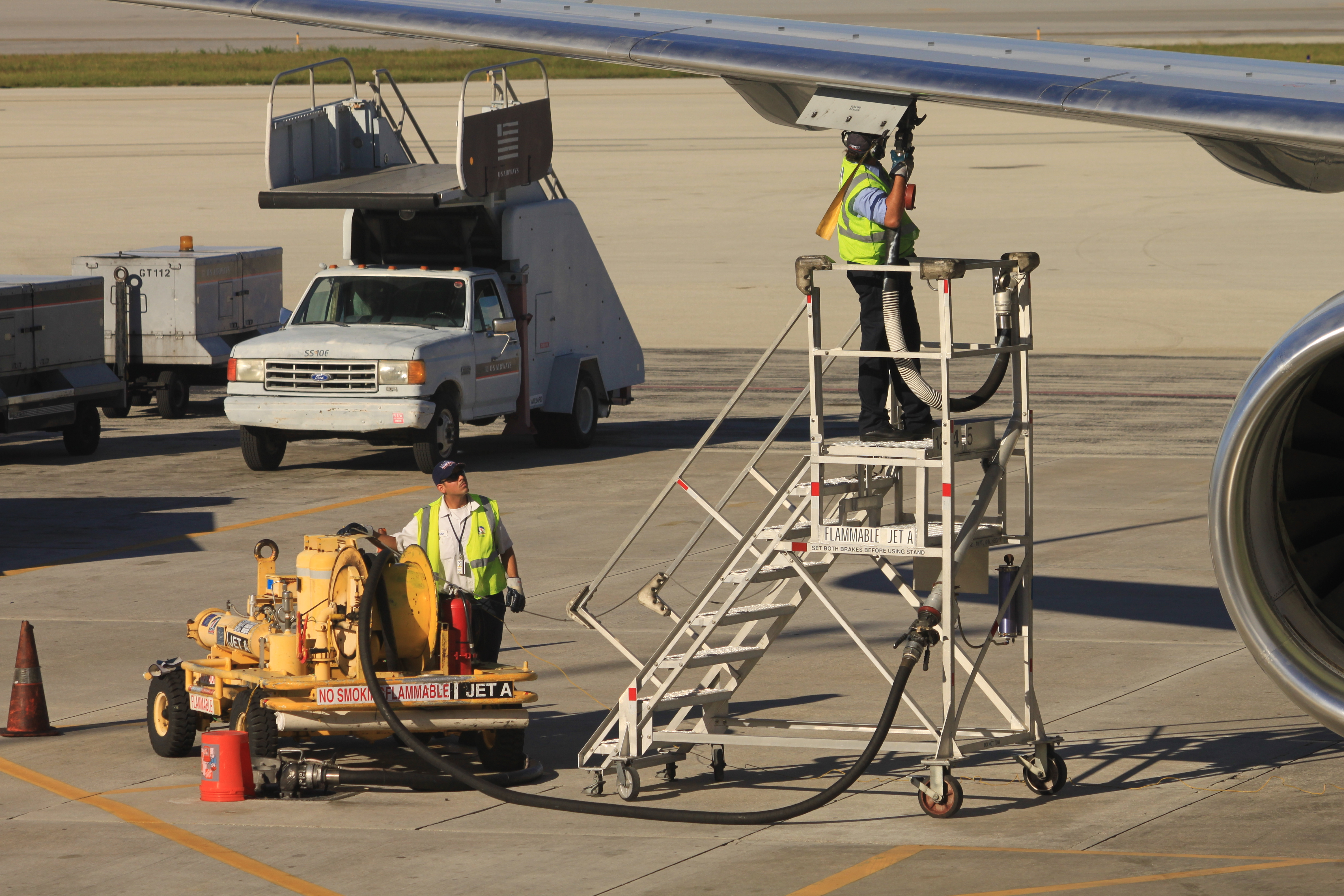
Un Boeing 757 de US Airways que es abastecido en el Aeropuerto Internacional de Fort Lauderdale-Hollywood.

La especificación de combustible Jet A lleva siendo utilizada en los Estados Unidos desde los años cincuenta , y no suele estar disponible fuera de dicho país, exceptuando unos pocos aeropuertos canadienses como el de Toronto o el de Vancouver.

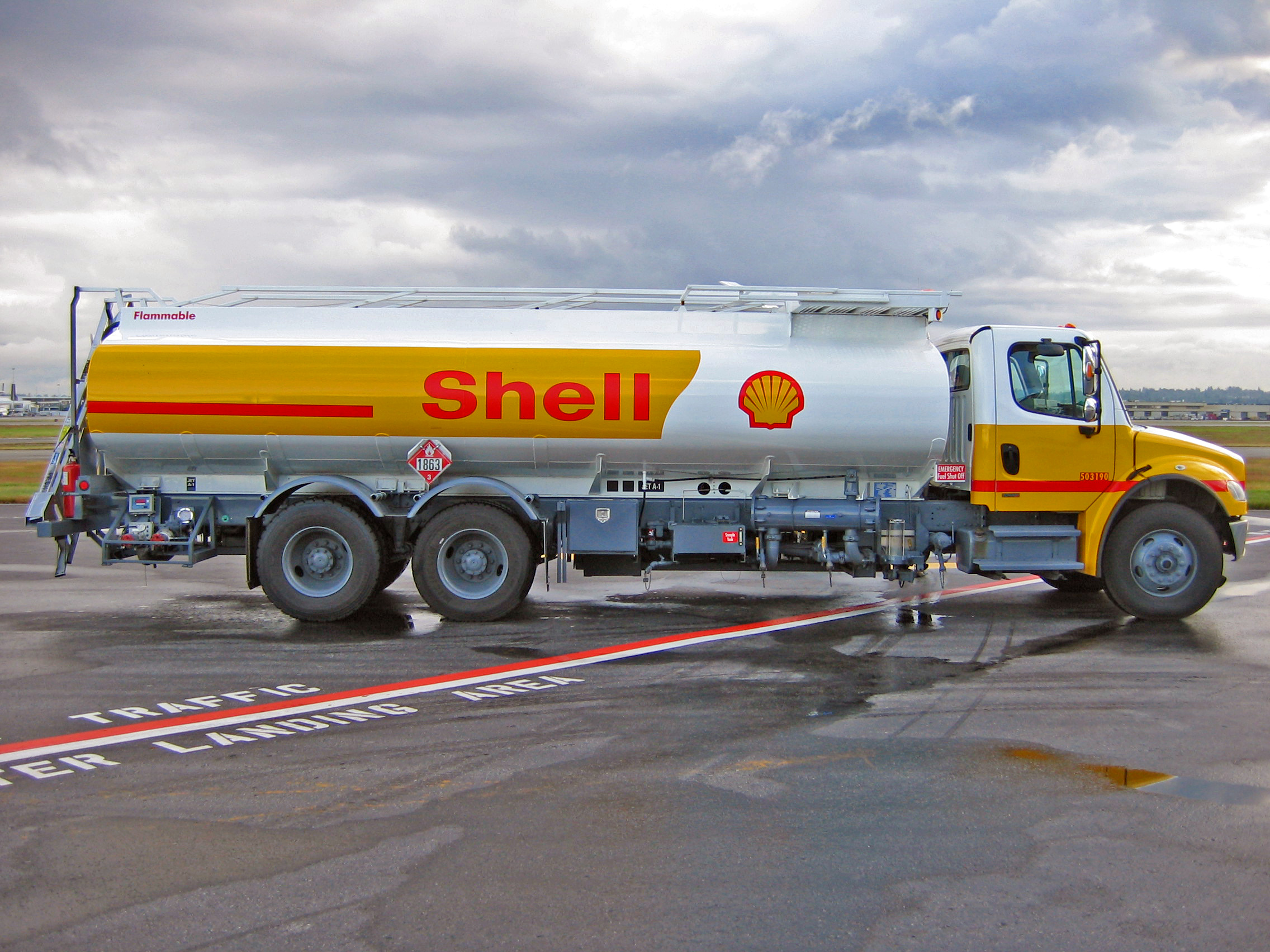
Camión recargador Shell Jet A-1 en la rampa en el Aeropuerto Internacional de Vancouver. Observe las señales que indican el material peligroso UN1863 y el JET A-1.

En el resto del mundo, la especificación más extendida es la Jet A-1 exceptuando los antiguos estados soviéticos, donde TS-1 es el más común.
Tanto el combustible Jet A como el Jet A-1 tienen un punto de inflamabilidad superior a los 38 °C (100 °F) y una temperatura de autoignición de 210 °C (410 °F).

##### Diferencias entre Jet A y Jet A-1

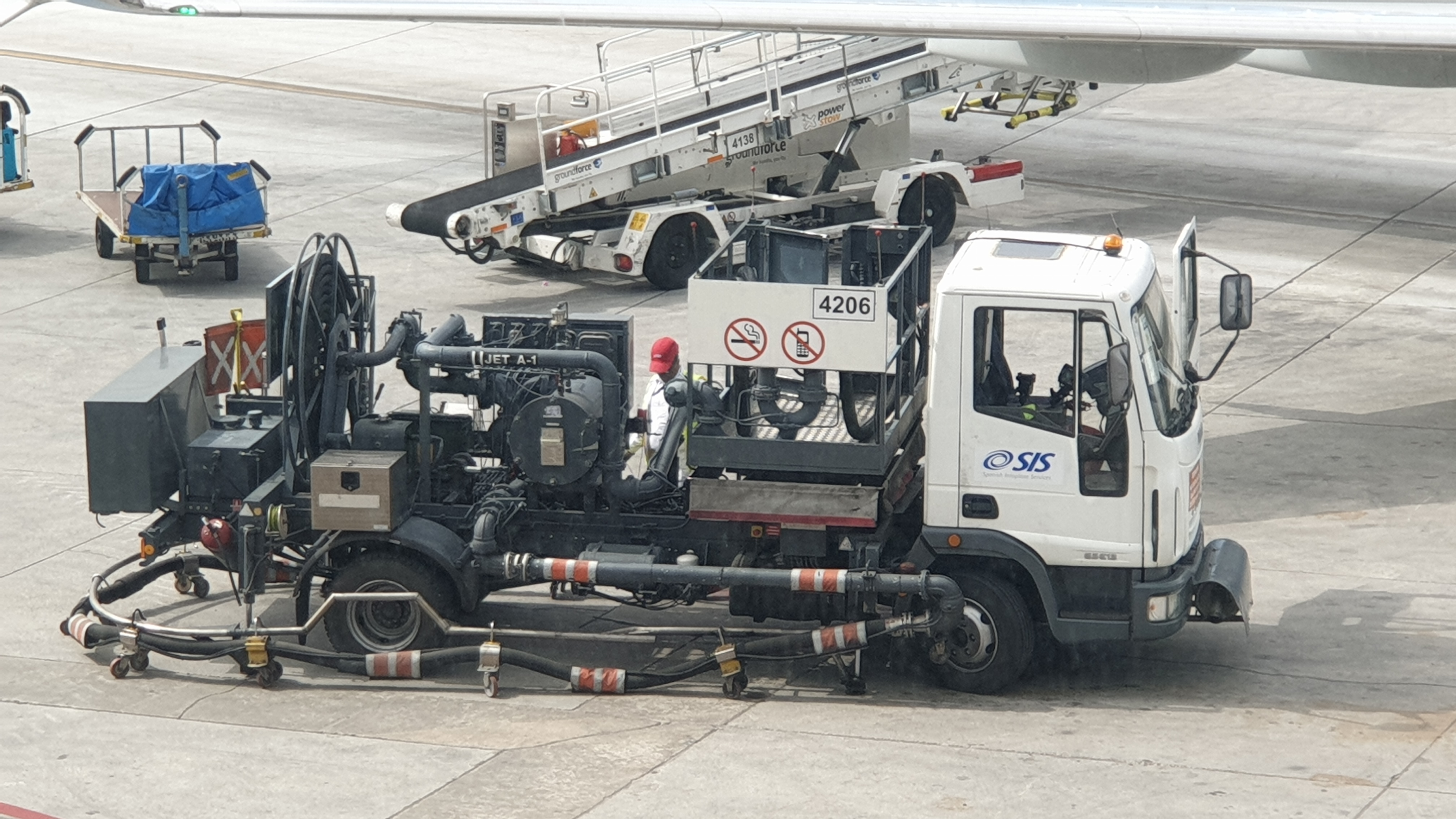
Camión hidrante Jet A-1 en el Aeropuerto de Málaga.

La diferencia principal es el punto de congelación inferior de A-1: 
- El Jet A es -40 °C (-40 °F)[7]
- El Jet A-1 es -47 °C (-53 °F)[8][9]

La otra diferencia es la adición obligatoria de un aditivo anti-estático al Jet A-1.
Además, los camiones Jet A, los tanques de almacenamiento y las tuberías que llevan el Jet A están marcados con una pegatina negra con "Jet A" en blanco impreso en ella, adyacente a otra franja negra. En el caso del Jet A-1, las inscripciones leen "Jet A-1".

##### Cumplimiento de estándares
El combustible Jet A-1 debe cumplir:
- DEF STAN 91-91 (Jet A-1)[10]
- La especificación ASTM D1655 (Jet A-1)
- Material de orientación IATA (tipo de queroseno)
- Código OTAN F-35

El combustible Jet A solo debe cumplir la especificación ASTM D1655 (Jet A).

##### Propiedades físicas típicas para Jet A / Jet A-1[12]
|                                           | Jet A-1                                                           | Jet A                                                             |
| Punto de inflamación                      | 38 °C (100 °F)                                                    | 38 °C (100 °F)                                                    |
| Temperatura de autoignición               | 210 °C (410 °F)                                                   | 210 °C (410 °F)                                                   |
| Punto de congelación                      | -47 °C (-53 °F)                                                   | -40 °C (-40 °F)                                                   |
| Temperatura de la flama adiabática máxima | 2500 K (2230 °C) Temperatura de combustión de aire libre: 1030 °C | 2500 K (2230 °C) Temperatura de combustión de aire libre: 1030 °C |
| Densidad a 15 °C                          | 0,804 kg/L                                                        | 0,820 kg/L                                                        |
| Energía específica                        | 42,80 MJ/kg (11,90 kWh/kg)                                        | 43,02 MJ/kg (11,95 kWh/kg)                                        |
| Densidad de energía                       | 34,7 MJ/L (9.6 kWh/L)                                             | 35,3 MJ/L (9.8 kWh/L)                                             |

#### Jet B
Jet B es un combustible del área de la nafta-keroseno que se utiliza para un mejor rendimiento en clima frío. Sin embargo, la composición más ligera del Jet B hace que sea más peligroso su manipulación. Por esta razón, rara vez se usa, excepto en climas muy fríos; por lo que se utiliza principalmente en el norte de Canadá, Alaska, y a veces Rusia. Consiste en una mezcla de aproximadamente 30% de queroseno y 70% de gasolina, y también se lo conoce como combustible de corte ancho. Tiene un punto de congelación muy bajo de -60 °C (-76 °F), y un bajo punto de inflamación también. También es empleado en algunos aviones militares.

### De uso militar
Los cuerpos militares de todo el mundo usan diferentes clasificaciones para los combustibles de turbina de aviación, siendo la más popular el sistema de números JP (Jet Propellant, propulsor a reacción). Algunos son casi idénticos a sus contrapartes civiles, y solo difieren en las cantidades de ciertos aditivos; el Jet A-1 es muy similar al JP-8, y el Jet B es muy similar al JP-4.
Los combustibles jet son clasificados ocasionalmente entre tipo queroseno y tipo nafta. Los de tipo queroseno incluyen el Jet A, Jet A-1, JP-5 y JP-8. Los de tipo nafta, en ocasiones conocidos como combustibles "wide-cut" (de corte ancho), incluyen el Jet B y el JP-4.

#### JP-1
El JP-1 fue uno de los primeros combustibles a reacción, especificado en 1944 por el gobierno estadounidense (AN-F-32). Era combustible puro de queroseno, con un alto punto de inflamabilidad (respecto a la gasolina de aviación de la época) y un punto de congelación de −60 °C (−76 °F). Dicho bajo punto requería de disponibilidad limitada, por lo que fue pronto sustituido por otros combustibles basados en mezclas de queroseno y nafta o queroseno y gasolina. También era llamado avtur.

#### JP-2yJP-3
Las especificaciones JP-2 y JP-3 son estándares obsoletos desarrollados durante la Segunda Guerra Mundial. El JP-2 estaba ideado para ser más fácil de producir que el JP-1, pero nunca fue usado de manera mayoritaria. El JP-3 era todavía más volátil que el JP-2 para mejorar en la producción, pero dicha volatilidad derivó en grandes pérdidas por evaporación en servicio.

#### JP-4
El estándar JP-4 era una mezcla mitad queroseno-mitad gasolina, con un punto de inflamabilidad más bajo que el JP-1, pero fue preferido sobre el anterior por su gran disponibilidad. Fue el combustible principal de las Fuerzas Aéreas de Estados Unidos entre 1951 y 1995. Su código OTAN es F-40. También era llamado avtag.

#### JP-5
El JP-5 es un combustible basado en queroseno desarrollado en 1952 para ser usado en aeronaves a bordo de portaaviones, donde el riesgo de incendio es particularmente elevado. Con un punto de inflamabilidad de al menos 60°, un punto de congelación de -46° y apariencia amarilla, su composición es una mezcla de distintos hidrocarburos, con alcanos, cicloalcanos e hidrocarburos aromáticos. Como peculiaridad, no contiene agentes anitestáticos, y es usado en ocasiones por aviones con base en tierra cuando éstos también operan en buques.  También es conocido como NCI-C54784 y AVCAT (Aviation Carrier Turbine fuel, Combustible para turbinas de aviación en portaaviones). Su código OTAN es F-44. Este combustible requiere aditivos especiales militares para su uso en ámbitos bélicos, y debe cumplir las especificaciones MIL-DTL-5624 (JP-5) y DEF STAN 91-86 (AVCAT/FSII).

#### JP-6
El Jet Propellant 6 (JP-6) fue un tipo de combustible de aviación desarrollado para los motores General Electric YJ93, equipados en el bombardero experimental trisónico XB-70 Valkyrie y el interceptor XF-108 Rapier. El JP-6 era similar al JP-5, pero con un menor punto de congelación y una estabilidad oxidativa termal mejorada. Su peso específico era de 785 gramos por litro (6,55 Lb/gal). Cuando el programa XB-70 fue cancelado, la especificación para el JP-6, MIL-J-25656, fue también cancelada.

#### JP-7
Era un combustible desarrollado para las turbinas turbojet/ramjet gemelas Pratt & Whitney J58 del Lockheed SR-71 Blackbird y tiene un punto de inflamabilidad más alto para soportar mejor el calor y fatiga provocados por el vuelo supersónico a altas velocidades.

## Historia
La primera turbina de compresor axial en ser producida a gran escala y tener un uso operacional, la alemana Junkers Jumo 004 usada en el caza de la Segunda Guerra Mundial Messerschmitt Me 262A y el bombardero de reconocimiento del mismo período Arado Ar 234B, utilizaba o un combustible especial "J2" o combustible diésel. La gasolina fue una tercera opción, pero poco atractiva por su alto consumo. Otros combustibles usados fueron el queroseno o mezclas de gasolina y queroseno.
La mayoría de combustibles en uso desde el fin de la Segunda Guerra Mundial son basados en queroseno, y los estándares de combustible jet británicos y estadounidenses fueron establecidos al final de dicho conflicto.
Los estándares ingleses derivaban de los ya existentes para el queroseno utilizado en lámparas (también llamado en ocasiones parafina), mientras los de Estados Unidos derivaban de las prácticas con la gasolina en aviación.
Durante los siguientes años, detalles más específicos fueron siendo ajustados, como el punto de congelación mínimo, para equilibrar los requerimientos de su rendimiento con la disponibilidad de los combustibles. Por ejemplo, puntos de congelación muy bajos, necesarios en ambientes fríos, reducen su disponibilidad; o tener puntos de inflamabilidad mayores, necesarios para el uso de los combustibles a bordo de portaaviones, provoca un encarecimiento de su producción.
En Europa y buena parte del mundo, los estándares para combustibles de uso principalmente civil son producidos por el Ministerio de Defensa del Reino Unido. En Estados Unidos, ASTM produce los estándares para combustibles civiles, que son seguidos también por algunos otros países.
Gran parte de los estándares de uso exclusivamente militar son producidos tanto por el Ministerio de Defensa del Reino Unido como por el Departamento de Defensa de los Estados Unidos y son acordes a las especificaciones de la OTAN para una mejor interoperabilidad entre países miembros.
En Rusia y antiguos países miembros de la Unión Soviética se rigen por el número del Estándar Estatal (GOST), o el número de Condición Técnica, cuyo estándar principal disponible en Rusia y países miembros de la CEI es el TS-1.

## Aditivos
Las especificaciones DEF STAN 91-91 y ASTM D1655 permiten el añadido de ciertos aditivos, entre los que se incluyen:
- Antioxidantes para la prevención de la gumosis, basados normalmente en fenoles alquilados, por ejemplo, AO-30, AO-31, o AO-37.
- Agentes antiestáticos para disipar la electricidad estática y prevenir la aparición de chispas. Un ejemplo de éstos sería el Stadis 450, con ácido dinonilonaftilosulfónico (DINNSA).
- Anticorrosivos, como DCI-4A, usado en aviones civiles y militares; y DCI-6A, solo usado en aviones militares.
- Agentes anticongelantes del sistema de combustible (FSII), por ejemplo, Di-EGME. Éste se añade normalmente en el punto de venta de modo que los usuarios con conductos de combustible calefactados no necesitan pagar el coste extra.
- Biocidas, para evitar el crecimiento de microbios en el combustible. En la actualidad, hay dos biocidas aprobados por la mayoría de fabricantes para su uso en combustibles de aviación: Kathon FP.1 Microbiocide y Biofor JF.
- Desactivadores de metal pueden ser añadidos para remediar el efecto de las trazas de metal en la estabilidad térmica del combustible. El único permitido es N,N' -disalicilideno propano- 1,2 -diamina.